# Mar de Enshū
El mar de Enshū (遠州灘 Enshū-nada?) es la zona marítima desde el cabo de Irōzaki en la prefectura de Shizuoka hasta el cabo de Daiō en la prefectura de Mie, en Japón. También se le llama mar de Tōtōmi (遠江灘 Tōtōmi-nada?) o mar de Tenryū (天竜灘 Tenryū-nada?).